# 白いばら

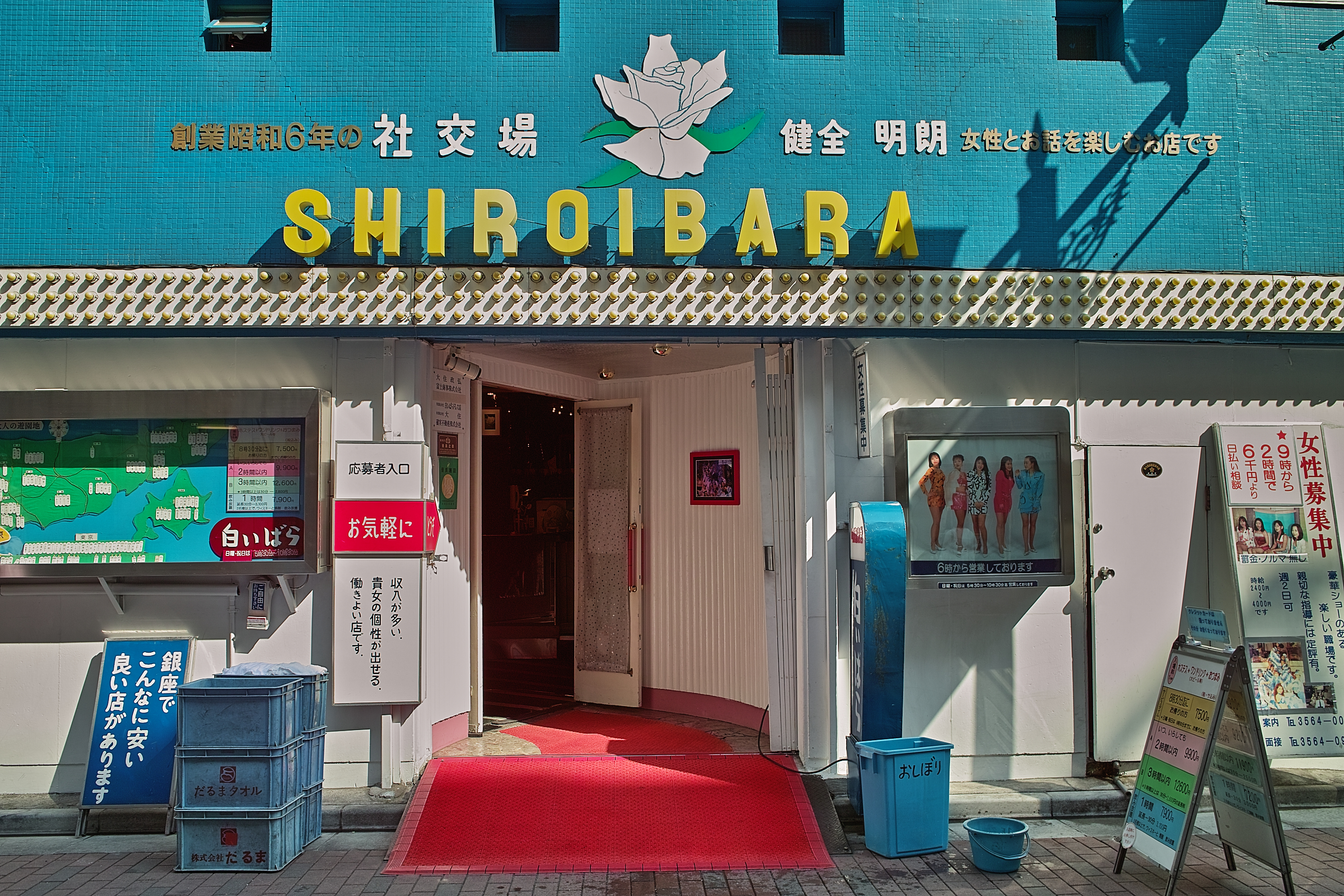
白いばら（2008年4月）

白いばら（しろいばら）は、東京都中央区銀座三丁目で1931年（昭和6年）から2018年（平成30年）1月10日まで営業していたキャバレーである。

## 概要
所在地は東京都中央区銀座三丁目5-18、三丁目ガス灯通り。着席収容人数は380名で、約200名のホステスが在籍し、約30名の従業員が働いていた。全国各地出身のホステスがお国言葉で語りかけてくれるのが店の名物で、キャッチフレーズは「あなたの郷里の娘を呼んでやって下さい」。店の入り口には日本地図を模したホステス在籍表が掲げられ、各ホステスの出身地が客にわかるようになっていた。料金は銀座としては安く設定され、チップなし、会計は現金払いでクレジットカード決済不可という方針を取っていた。
同店の起源は、広島出身の初代社長が1921年（大正10年）に深川で「広島屋」という名称の食堂を開業したことに遡る。この店舗を売却して1929年（昭和4年）に銀座二丁目で「バー富士」を開店し、1931年（昭和6年）には同店の最終所在地となる銀座三丁目の一角で「つる屋」を開業した。その後に改名や業態変更を繰り返し、「白いばら」という名称のキャバレーとなったのは1951年（昭和26年）のことである。以来、2018年1月までキャバレーとして営業を続けた。かつて銀座には十数店舗のキャバレーが存在していたが、2018年時点では「白いばら」が銀座に残った最後のキャバレーとなっていた。
その長い営業史には、著名人や事件に関する逸話がいくつか残されている。二・二六事件の決起前夜に来店した青年将校は、翌日の事件を予告したという。店のステージには落語家の立川談志や売れる前の歌手の美輪明宏が出演したことがあり、客として大相撲横綱の大鵬や北の湖が訪れたこともある。

## 閉店
2017年（平成29年）10月、翌2018年の1月10日をもって閉店することが発表された。閉店理由は建物の老朽化と発表されている。閉店翌月の2018年2月には建物解体作業の開始が報じられた。2021年時点で跡地は駐車場となっている。